# アントニオ・リュディガー
アントニオ・リュディガー（Antonio Rüdiger, 1993年3月3日 - ）は、ドイツ・ベルリン出身のサッカー選手。ラ・リーガ・レアル・マドリード所属。ドイツ代表。ポジションはDF。

## クラブ経歴

### シュツットガルト
ヘルタ・ツェーレンドルフのユースチームでキャリアをスタートさせ、ボルシア・ドルトムントのユースチームを経て、2011年にVfBシュトゥットガルトユースに移籍した。2011年7月23日、アルミニア・ビーレフェルト戦でプロデビューを果たした。2012年1月29日、ボルシア・メンヒェングラートバッハ戦でトップチームデビューを果たした。

### ローマ
2015年8月19日、セリエAのASローマへ2016年6月まで1年間の期限付きで移籍した（買取オプション付）。2015-16シーズン終了後、ASローマはリュディガーの買い取りオプションを行使した。

### チェルシー
2017年7月9日、プレミアリーグのチェルシーFCと5年契約を結び、背番号は2番。11月29日、第14節のスウォンジー・シティ戦でプレミア初ゴールを決めた。2017-18シーズンは27試合に出場し、アントニオ・コンテ監督の信頼を掴んだ。2シーズン合計で72試合に出場、2得点をあげた。
2018-19シーズンは監督がマウリツィオ・サッリに交代するが信頼され続け、前シーズンを上回る33試合に出場した。2019年2月のマンチェスター・シティFC戦ではチームが0-6で大敗した中、サポーターをなだめ拍手されるなど外からの評価も高かったが、4月28日のマンチェスター・ユナイテッドFC戦で左膝を負傷した。
2019-20シーズンは監督がフランク・ランパードに交代し、前述の怪我の影響で出遅れたものの、第5節のウルヴァーハンプトン・ワンダラーズFC戦で復帰した。
2020-21シーズンは、シーズン当初からランパード監督との対立が報じられ、ベンチ外の状態が続いていたが、シーズン途中に監督がトーマス・トゥヘルに交代してからは3バックの左としてレギュラーを掴んだ。UEFAチャンピオンズリーグ決勝、マンチェスター・シティ戦でスタメン出場し、無失点に抑え、チームはカイ・ハフェルツのゴールで勝利し、優勝に貢献した。

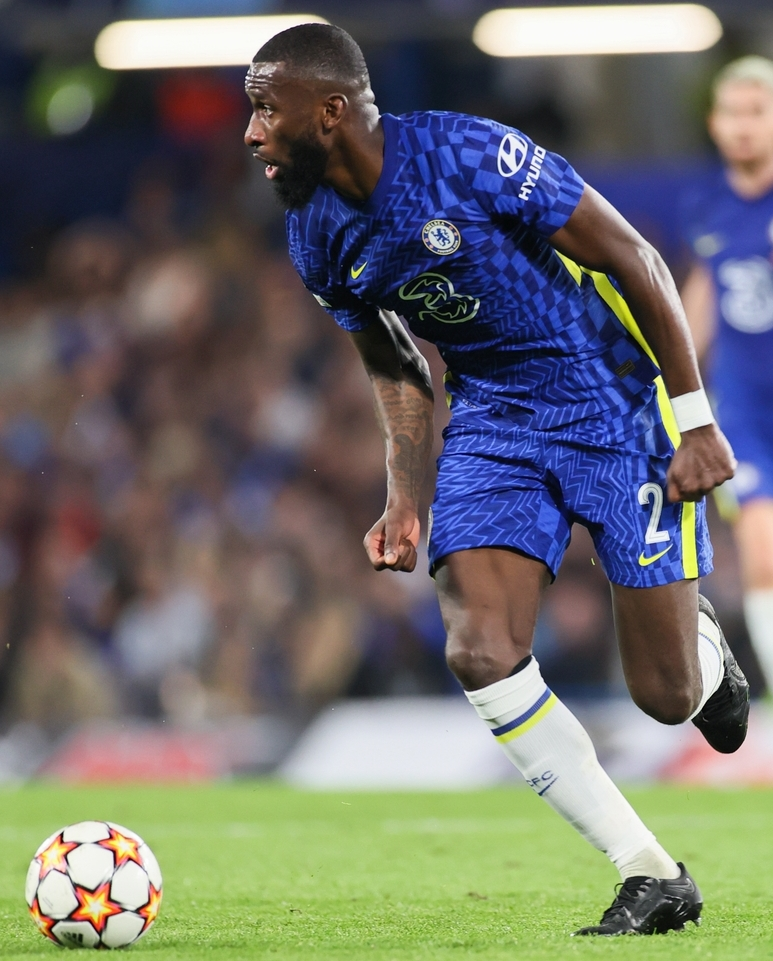
チェルシーでのリュディガー (2021年)

2021-22シーズン第5節、トッテナム戦でティモ・ヴェルナーからのクロスをダイレクトでゴールし3−0でダービーマッチを制した。2022年4月2日に行われたブレントフォード戦でロングシュートを決めた。しかしチームは敗戦した。このゴールがチェルシーの月間ベストゴール、21-22シーズン、ベストゴール候補に選ばれた。
2022年5月20日、2021-22シーズン終了後にチェルシーを退団することを発表。同シーズン終了後にチェルシーファンに別れのメッセージを送った。

### レアル・マドリード
2022年6月2日、レアル・マドリードと4年契約を締結したことが発表された。6月20日に入団会見が執り行われ、背番号は22番を着用することも発表された。7月24日のプレシーズンマッチ、バルセロナ戦でデビューした。10月11日、CLグループステージ第4節、シャフタール・ドネツク戦で後半アディショナルタイムに相手キーパーと接触しながらもヘディングシュートを決めた。
2023-24シーズンはティボ・クルトゥワ、エデル・ミリトン、ダヴィド・アラバらが負傷したクラブにあって最も出場時間が多い選手の一人となり守備の崩壊を防いだ。英メディア『GIVEMESPORT』は同選手について、「タイトル獲得に欠かせない存在。1試合あたりのブロック数とクリア数で首位に立っている」と現役最高のCBと評価した。チャンピオンズリーグ決勝のボルシア・ドルトムント戦では、フル出場して優勝に貢献した。年間世界最優秀選手に贈られるバロンドール候補30人の内の1人に選ばれた。
2024-25シーズン、チャンピオンズリーグでボルシア・ドルトムントと対戦し、0-2の状況から後半60分に反撃ののろしを上げる得点をきめ、5-2の逆転勝利に貢献した。

## 代表経歴
2014年5月13日に行われたポーランド代表との親善試合でA代表初出場を果たした。フランスで開催されるEURO2016のメンバーにも選出されたが、練習中に右膝十字帯靭帯を断裂し、代表から離脱することになった。
2017年5月、ロシアで開催されるFIFAコンフェデレーションズカップ2017の代表メンバーに選出された。2017年10月8日のワールドカップ予選アゼルバイジャン戦で代表初得点を挙げた。2018年ロシアワールドカップのドイツ代表として選ばれた。しかしチームはグループステージ敗退となった。
2021年5月19日、リュディガーはUEFA EURO 2020のドイツ代表メンバーに選出された。 2022年11月には、リュディガーはカタールで開催された2022 FIFAワールドカップのドイツ代表に招集された。この大会のグループステージ日本戦(11月23日)後半19分にFW浅野拓磨と並走した場面で太股を高く上げる走り方が、挑発するような走り方としてSNS上で取り上げられたが、それがリュディガーの走り方なのであり「僕はその方が速いと思うからやっている。みんなが面白がるなら、それはそれで一緒に笑いたい」と話した。ちなみに、太股を高く上げる走り方は「速く走る走り方」として、91年世界選手権の動作解析がきっかけで「真似ると早くなる」という説が世界的に広まった。しかし、この説はその後否定されている。
リュディガーはEURO 2024のドイツ代表メンバーにも選出された。

## 人物
アフリカ系ドイツ人の父とシエラレオネ人の母のもとに生まれた。異父兄にシエラレオネ出身のサッカー選手、サー・セネシエがいる。
ムスリムである。
15歳まで“おねしょ”していた。これについては「自分で恥ずかしいと思ってたよ・・・。でもそういう人もいる、それが人生だろ」と話した。
母の母国シエラレオネに報酬やマスクなどを提供し、貢献している。

## 個人成績
| クラブ             | シーズン | リーグ         | リーグ戦 | リーグ戦 | カップ戦 | カップ戦 | リーグ杯 | リーグ杯 | 国際大会 | 国際大会 | その他 | その他 | 合計 | 合計 |
| クラブ             | シーズン | リーグ         | 出場     | 得点     | 出場     | 得点     | 出場     | 得点     | 出場     | 得点     | 出場   | 得点   | 出場 | 得点 |
| ------------------ | -------- | -------------- | -------- | -------- | -------- | -------- | -------- | -------- | -------- | -------- | ------ | ------ | ---- | ---- |
| シュトゥットガルト | 2011-12  | ブンデスリーガ | 1        | 0        | 0        | 0        | -        | -        | -        | -        | 0      | 0      | 1    | 0    |
| シュトゥットガルト | 2012-13  | ブンデスリーガ | 16       | 0        | 4        | 0        | -        | -        | 4        | 0        | 0      | 0      | 24   | 0    |
| シュトゥットガルト | 2013-14  | ブンデスリーガ | 30       | 2        | 1        | 0        | -        | -        | 4        | 0        | 0      | 0      | 35   | 2    |
| シュトゥットガルト | 2014-15  | ブンデスリーガ | 19       | 0        | 1        | 0        | -        | -        | -        | -        | 0      | 0      | 20   | 0    |
| シュトゥットガルト | 通算     | 通算           | 66       | 2        | 6        | 0        | -        | -        | 8        | 0        | 0      | 0      | 80   | 2    |
| ローマ             | 2015-16  | セリエA        | 30       | 2        | 1        | 0        | -        | -        | 6        | 0        | 0      | 0      | 37   | 2    |
| ローマ             | 2016-17  | セリエA        | 26       | 0        | 4        | 0        | -        | -        | 5        | 0        | 0      | 0      | 35   | 0    |
| ローマ             | 通算     | 通算           | 56       | 2        | 5        | 0        | -        | -        | 11       | 0        | 0      | 0      | 72   | 2    |
| チェルシー         | 2017-18  | プレミアリーグ | 27       | 2        | 6        | 0        | 5        | 1        | 6        | 0        | 1      | 0      | 45   | 3    |
| チェルシー         | 2018-19  | プレミアリーグ | 33       | 1        | 2        | 0        | 4        | 0        | 4        | 0        | 1      | 0      | 44   | 1    |
| チェルシー         | 2019-20  | プレミアリーグ | 20       | 2        | 4        | 0        | 0        | 0        | 2        | 0        | 0      | 0      | 26   | 2    |
| チェルシー         | 2020-21  | プレミアリーグ | 19       | 1        | 4        | 0        | 0        | 0        | 11       | 0        | 0      | 0      | 34   | 1    |
| チェルシー         | 2021-22  | プレミアリーグ | 34       | 3        | 5        | 0        | 3        | 1        | 9        | 1        | 3      | 0      | 54   | 5    |
| チェルシー         | 通算     | 通算           | 133      | 9        | 21       | 0        | 12       | 2        | 32       | 1        | 5      | 0      | 203  | 12   |
| レアル・マドリード | 2022-23  | ラ・リーガ     | 33       | 1        | 5        | 0        | -        | -        | 10       | 1        | 5      | 0      | 53   | 2    |
| レアル・マドリード | 2023-24  | ラ・リーガ     | 33       | 1        | 1        | 0        | -        | -        | 12       | 0        | 2      | 1      | 48   | 2    |
| レアル・マドリード | 通算     | 通算           | 66       | 2        | 6        | 0        | -        | -        | 22       | 1        | 7      | 1      | 101  | 4    |
| 総通算             | 総通算   | 総通算         | 321      | 15       | 38       | 0        | 12       | 2        | 73       | 2        | 12     | 1      | 456  | 20   |

| クラブ              | シーズン | リーグ   | リーグ戦 | リーグ戦 | 合計 | 合計 |
| クラブ              | シーズン | リーグ   | 出場     | 得点     | 出場 | 得点 |
| ------------------- | -------- | -------- | -------- | -------- | ---- | ---- |
| シュトゥットガルトⅡ | 2011-12  | 3.リーガ | 17       | 1        | 17   | 1    |
| シュトゥットガルトⅡ | 2012-13  | 3.リーガ | 4        | 2        | 4    | 2    |
| シュトゥットガルトⅡ | 2014-15  | 3.リーガ | 1        | 0        | 1    | 0    |
| 総通算              | 総通算   | 総通算   | 22       | 3        | 22   | 3    |

## 代表歴

### 出場大会
- U-21ドイツ代表
  - 2013年 - UEFA U-21欧州選手権2013（グループリーグ敗退）
- ドイツ代表
  - 2017年 - FIFAコンフェデレーションズカップ（優勝）
  - 2018年 - 2018 FIFAワールドカップ（グループリーグ敗退）
  - 2018年 - UEFAネーションズリーグ2018-19
  - 2022年 - 2022 FIFAワールドカップ(グループリーグ敗退)
  - 2024年 - UEFA EURO 2024

### 試合数
2024年1月8日現在
- 国際Aマッチ 66試合 3得点（2014年 - ）[30][1]

| ドイツ代表 | 国際Aマッチ | 国際Aマッチ |
| 年         | 出場        | 得点        |
| ---------- | ----------- | ----------- |
| 2014       | 5           | 0           |
| 2015       | 2           | 0           |
| 2016       | 4           | 0           |
| 2017       | 11          | 1           |
| 2018       | 7           | 0           |
| 2019       | 1           | 0           |
| 2020       | 7           | 0           |
| 2021       | 12          | 1           |
| 2022       | 8           | 0           |
| 2023       | 9           | 1           |
| 2024       |             |             |
| 通算       | 66          | 3           |

### 得点
| #  | 開催日         | 開催地                                                     | 対戦国           | スコア | 結果 | 試合概要          |
| -- | -------------- | ---------------------------------------------------------- | ---------------- | ------ | ---- | ----------------- |
| 1. | 2017年10月8日  | カイザースラウテルン、フリッツ・ヴァルター・シュタディオン | アゼルバイジャン | 3–1    | 5–1  | ロシアW杯・予選   |
| 2. | 2021年9月8日   | レイキャヴィーク、ラウガルタルスヴェルル                   | アイスランド     | 2–0    | 4–0  | カタールW杯・予選 |
| 3. | 2023年10月17日 | フィラデルフィア、リンカーン・フィナンシャル・フィールド   | メキシコ         | 1–0    | 2–2  | 親善試合          |

## タイトル

### クラブ
チェルシー
- FAカップ：2017-18
- UEFAヨーロッパリーグ：2018-19
- UEFAチャンピオンズリーグ : 2020-21
- UEFAスーパーカップ: 2021
- FIFAクラブワールドカップ : 2021

レアル・マドリード
- プリメーラ・ディビシオン：2023-24
- コパ・デル・レイ：2022-23
- スーペルコパ・デ・エスパーニャ：2023-24
- UEFAチャンピオンズリーグ：2023-24
- UEFAスーパーカップ：2022, 2024
- FIFAクラブワールドカップ：2022

### 代表
- FIFAコンフェデレーションズカップ：2017

### 個人
- フリッツ・ヴァルター・メダル U-19部門 : 2012
- UEFAチャンピオンズリーグチームオブザシーズン : 2020-21, 2021-22
- PFA年間ベストイレブン : 2021-2022
- ESMチーム・オブ・ザ・イヤー : 2021-22